# مقاطعة ويتلي (إنديانا)
مقاطعة ويتلي (بالإنجليزية: Whitley County, Indiana)‏ هي إحدى مقاطعات ولاية إنديانا في الولايات المتحدة. تأسست سنة 1838، بلغ عدد سكانها 33292 نسمة في عام 2010 حسب إحصاء مكتب تعداد الولايات المتحدة وتصل الكثافة السكانية فيها 38 نسمة/كم2.

## أعلام
- أندي آدامز
- لويد سي. دوغلاس

## وصلات خارجية
- United States Counties